# 石作峰
石作峰（？—），男，中华人民共和国政治人物，曾任甘肃省工商行政管理局副局长、甘肃省个体劳动者协会会长，甘肃省人大常委会副主任。